# NBA All-Star Game 1994
Le NBA All-Star Game 1994 s'est déroulé le 13 février 1994 dans le Target Center de Minneapolis.
Ce 13 février 1994, la sélection de la Conférence Est bat celle de l’Ouest sur le score de 127 à 118. Scottie Pippen est élu MVP pour ses 29 points (9/15 aux tirs dont 5/9 à 3-points et 6/10 aux lancers-francs), 11 rebonds, 2 passes décisives et 4 interceptions, devenant le second Bull à recevoir cette distinction après Michael Jordan en 1988 au Chicago Stadium.

## Effectif All-Star de l'Est
- Shaquille O'Neal (Magic d'Orlando)
- Derrick Coleman (New Jersey Nets)
- John Starks (Knicks de New York)
- Dominique Wilkins (Hawks d'Atlanta)
- Patrick Ewing (Knicks de New York)
- Mark Price (Cavaliers de Cleveland)
- Scottie Pippen (Bulls de Chicago)
- Horace Grant (Bulls de Chicago)
- Charles Oakley (Knicks de New York)
- Mookie Blaylock (Hawks d'Atlanta)
- Alonzo Mourning (Charlotte Hornets)
- Kenny Anderson (New Jersey Nets)
- B. J. Armstrong (Bulls de Chicago)

## Effectif All-Star de l'Ouest
- Hakeem Olajuwon (Rockets de Houston)
- David Robinson (Spurs de San Antonio)
- Karl Malone (Jazz de l'Utah)
- Mitch Richmond (Sacramento Kings)
- Gary Payton (SuperSonics de Seattle)
- Cliff Robinson (Trail Blazers de Portland)
- Danny Manning (Clippers de Los Angeles)
- Kevin Johnson (Suns de Phoenix)
- Clyde Drexler (Trail Blazers de Portland)
- John Stockton (Jazz de l'Utah)
- Latrell Sprewell (Warriors de Golden State)
- Shawn Kemp (SuperSonics de Seattle)
- Dan Majerle (Suns de Phoenix)

## Concours
Vainqueur du concours de tir à 3 points : Mark Price
Vainqueur du concours de dunk : Isaiah Rider